# Ha Ha Hairies
Ha Ha Hairies è una serie televisiva britannica prodotta dalla Adastra Creative nel 2011 e trasmessa su Cartoonito nel Regno Unito e in Italia dal 4 giugno 2012. La serie, diretta da  Martin Franks ed ideata da Mellie Buse e Jan Page, si compone di 52 episodi della durata di circa 12 minuti ciascuno. La sigla italiana è a cura di Valerio Gallo Curcio, mentre le voci cantanti negli intermezzi musicali (ripresi dagli originali inglesi di Matthew Dilley) sono di Noemi Smorra e Gennaro Iaccarino. 

## Trama
Ha! Ha! Hairies! è una originale slapstick comedy che racconta le storie dei bizzarri abitanti di Ciuffolandia, un luogo fantastico dove tutto è "ciuffettoso" a causa di una magia operata da due folletti pasticcioni: alberi, case, strade, e naturalmente anche i personaggi.
A Ciuffolandia la cosa più importante è ridere e gli Ha Ha Hairies, la famiglia protagonista, portano avanti questo compito con grande impegno.
Ma c'è qualcuno che non vede di buon occhio tanta allegria: è Boris Buu Huu, un cattivone che con i suoi perfidi piani tenta continuamente di creare scompiglio tra gli abitanti di Ciuffolandia, senza mai ottenere risultati. Lo show mostra ai bambini di oggi sketch basati sulla mimica, in uno stile slapstick comedy che rivisita in chiave moderna i classici film muti.
E infatti nessuno parla, o meglio utilizzano un linguaggio inventato incomprensibile: a dar voce ai personaggi sono Wiggy e Kwiff, le voci narranti della serie, i due folletti creati in computer grafica, che commentano lo svolgersi degli eventi.
Ha! Ha! Hairies mostra ai bambini il lato buffo delle cose, e suggerisce loro di avere un atteggiamento positivo verso la vita.

## Personaggi
Di seguito i personaggi (tra parentesi gli attori che li interpretano):
- Ma Ha Ha (Becky Kitter): Rotondetta e affettuosa, Ma è calorosa e molto socievole e accoglie tutti a braccia aperte, perfino Boris Buu Huu! Assieme alla famiglia utilizza la buffa auto ciuffettosa, la Flufferpufferpoop, per recarsi nella vicina città di Ciuffytown o al castello di Boris.

- Pa Ha Ha (Quinn Patrick): Pa ha il pollice verde ed è un cuor contento, trova sempre il lato divertente delle cose. Come gli altri, anche lui non sa che dietro a tutti gli intoppi che gli succedono c'è lo zampino di Boris Buu Huu.

- Mini Ha Ha (Josie Cerise): Mini è la snodatissima figlia della famiglia, che vive la vita come fosse una continua capriola. Mini ha la risata facile e il massimo per lei è divertirsi con il suo fidanzato, Boyzie Buu Huu.

- Nanna Ha Ha (Erika Poole): Nanna è la nonna paterna di Mini ed è un'artista. Ha la tendenza a farsi prendere dalle cose e dalla risata continua che, per uno strano fenomeno, la fa sollevare per aria. Vive nella casa atelier accanto alla casa della famiglia.

- Boris Boo Hoo (Rew Lowe): Per Boris la vita è tutt'altro che divertente, proprietario dell'unica fabbrica di shampoo del paese, nonché individuo geloso, svogliato, e superbo, vive con il figlio nel Castello Glù Glù. Sfoggia una pelata lucida, ed è l'abitante meno capelluto di Ciuffolandia. Va in giro sulla sua Bici Macinino e per spiare la famiglia dei Ciuffettosi usa un ciuffo-cannocchiale. In quasi tutti gli episodi utilizza un travestimento per portare a termine i suoi piani senza mai riuscire nel suo intento ma, al contrario, peggiorando la situazione.

- Boyzie Boo Hoo (John Winchester): Boyzie è il figlio di Boris, un ragazzo ingenuo ed ha una cotta ricambiata per Mini Ah Ah. È totalmente all'oscuro dei subdoli piani del padre, a cui vuole bene, e Boris non è mai davvero arrabbiato con lui, anche quando Boyzie, distratto da Mini, provoca ogni genere di scompiglio.

- Chihua Ah Ah: è un pelosissimo cagnone ed è il cocco della famiglia. È il solo che intuisce le intenzioni di Boris Buu Huu, per cui lo detesta e gli Ah Ah non riescono a capire perché continui a ringhiare ogni volta che Boris è nei paraggi.

- Wiggy e Kwiff: sono due folletti privi di magia che ha causa di un guaio con la loro magia hanno reso la città ciuffettosa, si nascondono dagli abitanti di Ciuffolandia, viaggiano per la città volando a bordo della loro motocicletta con sidecar.

Doppiati da Olivia Costantini e Davide Perino e sono la voce narrante. Le canzoni di raccordo dei due personaggi all'interno delle puntate sono cantate da Gennaro Iaccarino e Noemi Smorra.